# Плод
Плод (лат. fructus, греч. καρπός) — конечный этап развития цветка, видоизменённого в процессе двойного оплодотворения; генеративный орган покрытосеменных растений, который служит для формирования, защиты и распространения заключённых в нём семян. Плод образуется из завязи пестика, при этом в формировании плода могут принимать участие и другие части цветка — например, цветочная трубка, разросшееся цветоложе.
Многие плоды — ценные продукты питания, сырьё для получения лекарственных, красящих веществ и пр.
Науку, изучающую плоды, называют карпологией. Раздел карпологии, изучающий закономерности распространения плодов и семян, называют карпоэкологией (иногда карпоэкологию понимают в широком смысле — как синоним диаспорологии, науки, изучающей закономерности распространения диаспо́р). Раздел палеоботаники, который занимается изучением растений минувших геологических периодов по ископаемым остаткам плодов и семян, называется палеокарпологией.
В фармакогнозии плодами (Fructus) называют любые типы плодов, их части, а также соплодия.

## Развитие плода
Как правило, плод развивается после оплодотворения, но у части покрытосеменных может образовываться и в результате апомиксиса, то есть развитие зародыша семени без оплодотворения (партенокарпические плоды).
Морфологической основой плода является гинецей, прежде всего завязь. Прочие части цветка — околоцветник, тычинки и чашечка — чаще быстро увядают, но нередко изменяются и вместе с гинецеем также принимают участие в формировании плода, становясь сочными или, напротив, деревянистыми или пленчатыми. Самые глубокие изменения происходят в завязи. Её стенки разрастаются за счёт усиленного деления клеток и увеличения их размеров. После опыления происходит существенное изменение направленности транспортных потоков и перераспределение питательных веществ в сторону развивающихся плодов. У травянистых растений (особенно у однолетних) практически все синтезируемые органические вещества используются развивающимися семенами и плодами, что ведёт к истощению других тканей растения. Многие растения плодоносят только раз за всю свою жизнь.
При созревании плод проходит ряд стадий, которые характеризуются изменением морфологическими, физиологическими и биохимическими изменениями. Созревание начинается с того, что плод прекращает рост, разлагаются хлорофилл и дубильные вещества, в вакуолях накапливаются пигменты, определяющие характерную для данного вида окраску плодов. У некоторых видов растений, например картофеля, плоды даже при созревании остаются зелёными. В стенках плода сосредотачиваются различные пластические и энергетические вещества: белки, крахмал, сахара, жирные масла, некоторые витамины и другие. При созревании плоды ряда растений проходят климактерический подъём дыхания. Зрелый плод характеризуется совокупностью только ему присущих особенностей.
Созревший плод переходит в последнюю стадию — отмирания, в ходе которой в плод обычно не поступают новые вещества, не делятся и не растут клетки, и постепенно ткани плода разрушаются и сгнивают. У большинства цветковых растений созревший плод опадает и отмирает уже на грунте.
Плод несёт семя или семена, которых у ряда растений может быть до нескольких тысяч. Это важнейшая его часть, обеспечивающая воспроизведение данного вида в ряду поколений. Однако, по массе семена, как правило, относятся к меньшей части плода. В природе и особенно в культуре встречаются бессемянные плоды. В результате длительной селекции выведены бессемянные сорта винограда культурного (Vitis vinifera), банана (Musa) и других культур. Зрелые семена прикрепляются к околоплоднику в тех местах, где в завязи располагалась плацента, либо свободно лежат в полости плода, либо плотно окружены мясистой стенкой. Максимальное число семян в плоде равно числу семязачатков, но обычно меньше, так как не все семязачатки достигают зрелости.

## Строение плода
В образовании плода принимают участие различные части цветка, но прежде всего завязь. Из стенки завязи формируется стенка плода — околоплодник или перикарпий. В перикарпии обычно различают три слоя: наружный — экзокарпий или эпикарпий, средний — мезокарпий и внутренний — эндокарпий.
Эти три слоя могут быть хорошо различимы: к примеру, в плоде вишни тонкий кожистый наружный слой — экзокарпий, съедобная сочная мякоть плода — мезокарпий, твёрдая косточка из каменистой ткани, окружающая единственное семя — эндокарпий. Нередко эти слои околоплодника различаются слабо, даже при анатомическом исследовании, что связано с деформацией и сдавливанием клеток при созревании плода.
Семена формируются из семяпочек.

## Форма и размер
Плоды, в зависимости от вида, могут обладать различными формами: шаровидной, грушевидной, цилиндрической, спиральной, чётковидной, линзовидной, крылатой, и многими другими. Таким образом, каждый вид характеризуется особой неповторимой формой своих плодов. Вдобавок ко всему, поверхность плода может быть гладкой, бородавчатой, колючей и так далее.
Ещё одним немаловажным и в то же время чрезвычайно изменчивым признаком является размер плодов: от весьма крупных (например, бобы коровьего гороха (Vigna unguiculata) из семейства Бобовые могут превышать в длину один метр; очень большие плоды могут быть у тыквы, арбуза) до мелких и очень мелких (менее одного миллиметра) у травянистых растений.

## Классификация плодов, терминология
Плоды обычно разделяют на настоящие, или истинные (формирующиеся из разросшейся завязи) и ложные — в образовании которых принимают участие и другие органы. Настоящие плоды подразделяют на простые, сформированные из одного пестика, и сборные, сложные (возникшие из многочленного апокарпного гинецея). Соплодие образуется из целого соцветия в результате срастания нескольких плодов и превращения их в единое целое (например, у ананаса, инжира, шелковицы, свёклы).
Простой плод
Простые плоды в зависимости от типа гинецея делятся на монокарпные (образуются из монокарпного гинецея) и ценокарпные, или ценокарпии (образуются из ценокарпного гинецея). И в первом, и во втором случае гинецей образован одним пестиком, однако в первом случае пестик образован одним плодолистиком, а во втором — несколькими сросшимися плодолистиками. Ценокарпные плоды, в свою очередь, в зависимости от характера срастания плодолистиков в гинецее, делятся на синкарпные плоды, или синкарпии (образуются из синкарпного гинецея), паракарпные плоды, или паракарпии (образуются из паракарпного гинецея), лизикарпные плоды, или лизикарпии (образуются из лизикарпного гинецея)
Сложный плод
Сборные плоды, или сложные плоды, или апокарпии — плоды, сформированные из цветка с апокарпным гинецеем, то есть гинецеем, состоящим из нескольких свободных пестиков, каждый из которых образован одним плодолистиком (например, плоды земляники — сложная семянка или малины — сложная костянка); состоят из отдельных частей, называемых плодиками.
Сложные плоды называют, исходя из названий простых плодов (многолистовка, многокостянка, многоорешек и так далее). Пример сборных плодов: сложный орешек, или многоорешек (шиповник,клубника, земляника), сложная костянка (малина), фрага, или земляничина, или цинарродий (многоорешек на разросшемся при созревании мясистом цветоложе).
Дробные плоды — плоды, сформированные из цветка с синкарпным гинецеем, то есть многогнёздным гинецеем, который образован из нескольких сросшихся плодолистиков. После созревания дробные плоды распадаются на части, называемые мерикарпиями, по числу гнёзд завязи (числу плодолистиков). Мерикарпии, в свою очередь, могут распадаться на отдельные части, если в гнёздах завязи образуются дополнительные перегородки; так, в цветках растений из семейств Бурачниковые (Boraginaceae) и Яснотковые (Lamiaceae) завязь состоит из двух гнёзд, однако внутри каждого гнезда образуется дополнительная перегородка, в результате дробный плод (ценобий) распадается на четыре орешкообразные односеменные части (называемые эремами).
Плоды, содержащие ткани перикарпия и неправильно называемые ложными. Например, яблоко является ложным плодом.
Плоды с мясистым и сочным околоплодником (мезокарпием) называют сочными, а с сухим околоплодником — сухими.
Плоды, которые не содержат семян, называют бессеменными (в литературе иногда используют слово «бессемянные»).
Плоды, образованные без оплодотворения (обычно бессеменные), называют партенокарпическими (от «партенокарпия») — они характерны для некоторых сортов винограда, яблони, груши, тыквы, огурца, томата, мандарина, лимона, апельсина, банана.
Простые плоды делят по консистенции околоплодника на сухие и сочные.
I. Сухие плоды — с сухим околоплодником:
1. Коробочковидные — многосемянные
- собственно коробочка (мак, тюльпан, дурман);
- крыночка (белена);
- боб (семейство Бобовые);
- мешочек (осока);
- стручок (семейство Капустные, или Крестоцветные);
- стручочек (семейство Капустные, или Крестоцветные)
- листовка (водосбор).

2. Ореховидные или односемянные
- орех, орешек (лещина, фундук, лютик);
- зерновка (злаки);
- крылатка (клён);
- жёлудь (дуб);
- семянка (подсолнечник).

II. Сочные плоды — с сочным околоплодником:
1. Ягодовидные — многосемянные:
- ягода (плод черники, смородины, томата);
- яблоко (плоды яблони, груши, рябины);
- тыквина (плоды арбуза, тыквы, кабачка);
- гесперидий, или померанец (плод цитрусовых);
- гранатина (плод граната).

2. Костянковидные:
- сочная костянка (вишня, слива, персики);

### Ягода
Я́года (лат. bácca, úva) — многосемянный плод с тонким кожистым внеплодником, сочным межплодником и твёрдым внутриплодником, который образует твёрдую спермодерму (семенную кожуру). Данный тип плода весьма распространён в природе и характерен для растений многих семейств. Ягода развивается как из верхней завязи, так и из нижней; в последнем случае она несёт на своей верхушке высохший околоцветник, например, у крыжовника, смородины. Если завязь многогнёздная, то и ягода многогнёздная, например, двухгнёздная ягода — у картофеля, трёхгнёздная — у спаржи, четырёхгнездная — у вороньего глаза, пятигнёздная — у брусники или маньчжурской смородины. Если в развитии плода, аналогичного ягоде по структуре, принимает участие не только завязь, но и другие части цветка (например, цветоложе, как у клубники, земляники и шиповника), то такое образование называется ложной ягодой.

### Яблоко
Я́блоко (лат. pomum) — многосемянный нераскрывающийся плод, характерный для растений подсемейства Яблоневые семейства Розовые (такой тип плода, в частности, имеют яблоня, груша, кизильник, боярышник, мушмула, айва, рябина). В узком смысле — плод яблони домашней. Мелкие плоды яблоневых, обычно собранные в соцветия, имеют название яблочко (например, рябина). Яблоко образуется из нижней завязи, возникающей у розовых благодаря наличию гипантия — расширенного цветоложа, сросшегося с околоцветником и основанием андроцея. По строению яблоко напоминает ягоду.

### Тыквина
Ты́квина (лат. pepo, peponium) — паракарпный многосемянный плод растений, характерный для представителей семейства Тыквенные (в том числе для тыквы, арбуза, дыни, кабачка, огурца). Представляет собой плод морфологически родственный ягоде, но отличающийся от неё бо́льшим количеством семян и структурой околоплодника. Тыквина образуется из нижней завязи и включает три плодолистика. Характеризуется сочным внутренним слоем, мясистым средним и твёрдым наружным. Способна достигать крупных размеров, наружный слой иногда сплошь мясистый.

### Гесперидий
Геспери́дий, или помера́нец (лат. hesperídium) — нераскрывающийся многогнёздый и многосемянный плод, по морфологическим признакам близкий к ягоде, наружная часть которого (околоплодник или наружнеплодник — экзокарпий, лат. epicarpium) состоит из толстой и мягкой кожи, покрытой цедрой. Гнёзда выполнены крупными и сочными клеточками, представляющими межплодник (мезокарпий лат. mesocarpium), в который погружены семена, прикреплённые к центральному семяносцу. Наружный слой кожи содержит большое количество эфирных масел.
Формула цветка: {\displaystyle \ast K_{4-5}\;C_{4-5}\;A_{10-\infty }\;G_{({\underline {5-\infty }})}}.
Гесперидий развивается из верхней завязи и встречается исключительно среди представителей подсемейства Цитрусовые (Citroideae) семейства Рутовые (Rutaceae), рода Цитрус (лат. citrus), виды которого являются источником широко распространённых фруктов. Некоторые виды культивируются в промышленных масштабах, плоды которых ценятся за пищевые качества и являются важным экспортным товаром, например, лимон, апельсин, мандарин, померанец. Научное название рода взято из латинского языка, в котором слово «цитрус» (лат. cítrus) имело значение «лимонное дерево». Название гесперидий произошло от легендарных садов Гесперид.

### Гранатина
Грана́тина (лат. balausta) — многосеменной многогнёздный плод с плотным кожистым околоплодником (перикарпием), неправильно растрескивающимся при созревании. Гнёзда плотно заполнены семенами, очень сочная кожура которых и является съедобной частью граната. Некоторые классификации определяют гранатину как нижнюю синкарпную коробочку. Характерен для представителей рода гранат (Punica). Развивается из нижней завязи.
Происхождение родового названия лат. Punica берёт начало от латинского слова лат. punicus — пунический, карфагенский, связанного с широким распространением растения в этой стране (современный Тунис). Русское название гранат произошло от лат. granatus — зернистый. Плоды растений рода Гранат (лат. Punica) на русском языке имеют общеупотребительное название «гранаты», тем не менее в ботанике фрукты такого типа получили специальное обозначение — «гранатина».

## В культуре

### Фестиваль томатов в Валенсии
Ла Томати́на (исп. La Tomatina) — ежегодный праздник, проходящий в последнюю неделю августа в испанском городе Буньоль, автономное сообщество Валенсия. Десятки тысяч участников приезжают из разных стран для участия в битве, «снарядами» в которой служат помидоры.
Фестиваль длится неделю и включает в себя музыкальные номера, ярмарку, парад, танцы и салют. В ночь перед томатным боем проводится конкурс по приготовлению паэльи. Население Буньоля составляет 9 тысяч человек, однако в период празднества сюда приезжают до 40 тысяч туристов. В связи с тем, что жилья для всех туристов в Буньоле не хватает, многие участники вынуждены приезжать на поезде или автобусе из Валенсии, которая находится в 38 километрах от места предстоящего помидорного побоища. При подготовке к фестивалю владельцы магазинов закрывают большими пластиковыми щитами окна своих заведений, чтобы защитить их от предстоящего безумия, в ходе которого используется более 100 тонн помидоров.
Праздник начинается в 10 часов утра. Множество грузовиков, гружённых помидорами въезжают на центральную площадь города Плаза-дель-Пуэбло. Томаты везут из соседнего автономного сообщества Эстремадура, где они дешевле. Сигналом к началу боя служит выстрел из водяных пушек. Согласно принятым правилам в ходе сражения каждый участник сам за себя, а для предотвращения получения травм перед броском помидор должен быть раздавлен. Также по правилам нельзя приносить с собой предметы, способные нанести серьёзные повреждения, например стеклянные бутылки. Хаос длится ровно час, после чего водомёты делают второй залп, подавая сигнал к завершению сражения. После этого момента помидорами бросаться больше нельзя. В процессе очистки пожарные автомобили смывают остатки томатов водой, которая подаётся из римского акведука, проходящего к северу от города. Участники отмываются в реке, или их окатывают из шлангов местные жители.

### Битва апельсинов
Город Ивреа сейчас наиболее знаменита своим традиционным карнавалом, в рамках которого происходит «Битва апельсинов». В битве участвуют тысячи горожан, разделённые на 9 команд. Карнавал проходит в феврале, длится три дня (с воскресенья по вторник), и заканчивается в Жирный вторник торжественной панихидой. По традиции закрывающий карнавал произносит фразу: «Увидимся в следующий Жирный вторник в час дня».
По легенде, существующей около восьми столетий, Виолетта, дочь мельника, отказала герцогу, желавшему использовать с ней своё право первой брачной ночи; она отрезала ему голову. Голову герцога нынче символизируют апельсины, а оранжевый цвет — символ мятежников, спасших девушку от стражников герцога.
Зрители не имеют права бросать апельсины во время битвы, но их разрешено привлекать в команды; если они наденут рыжие шапки, то в них тоже можно будет швыряться фруктами.
Раньше вместо апельсинов в битве использовали яблоки. Не очень понятно, почему теперь используются апельсины: они не растут в этих краях и их приходится доставлять из Сицилии. В 1994 году во время карнавала было израсходовано 265 000 килограмм апельсинов. В 2011—2012 годах в результате битв различные повреждения получили более полутора сотен человек.

### Фонарь из тыквы
Фонарь из тыквы (англ. Jack-o'-lantern — «Джек-фонарь») — один из основных атрибутов Хэллоуина, представляющий собой плод тыквы, из которого вырезают зловеще усмехающееся лицо, а внутрь помещают зажжённую свечу (традиционной подсветкой является свеча, однако сегодня часто используется электрическая подсветка).